# Concerto Leggiero
George Dyson componeerde zijn Concerto Leggiero in 1951 voor piano en strijkorkest.
Het is het enige benoembare pianoconcert van hem. Naast dit pianoconcert heeft hij alleen nog een concert voor viool en orkest geschreven.
Concerto Leggiero betekent "licht concert" in de betekenis van pretentieloos. Dat is dan ook qua klank een juiste omschrijving van dit werk. Het is niet zo licht als bijvoorbeeld zijn Children's Suite of Woodland Suite, die min of meer werden geschreven als opleidingsmateriaal. Het mag dan licht klinken, fijnzinnige muziek blijft het, want zo componeerde Dyson. Behalve dat het een pianoconcert genoemd kan worden, speelt in deel 2 ook een strijkkwartet geformeerd uit het strijkorkest een voorname rol als opponent/begeleiding van de solist. Een truc die hij later nog een keer zou herhalen in zijn Concerto da Chiesa.
Het werk maakt deel uit van een soort trilogie: Concerto Leggiero, Concerto da Chiesa en Concerto da Camera.

## Bron en discografie
- Uitgave Chandos; City of London Sinfonia o.l.v. Richard Hickox. solist Erik Parkin.